# ديفيد مالون
ديفيد مالون (بالإنجليزية: David Malone)‏ هو سباح أيرلندي، ولد في 18 سبتمبر 1977 في دبلن في جمهورية أيرلندا.